# Лидовка (Нижегородская область)
Ли́довка — деревня, в Арзамасском районе Нижегородской области. Входит в состав Балахонихинского сельсовета.

## Население
| 1999 | 2002 | 2010 |
| ---- | ---- | ---- |
| 259  | ↘191 | ↘123 |

## Улицы
- ул. Горького,
- ул. Московская,
- ул. Южная.

## Достопримечательности
В 1965 году установлен обелиск в память об односельчанах, павших в годы Великой Отечественной войны.